# Mexitrichia limona
Mexitrichia limona är en nattsländeart som beskrevs av Oliver S. Flint Jr. 1981. Mexitrichia limona ingår i släktet Mexitrichia och familjen stenhusnattsländor. Inga underarter finns listade i Catalogue of Life.